# منطقه ایزلینگتون لندن
منطقه ایزلینگتون لندن (به انگلیسی: London Borough of Islington) یک منطقه در بریتانیا است که در لندن بزرگ واقع شده‌است.

## خصوصیات
منطقه ایزلینگتون لندن ۲۰۶٬۱۲۵ نفر جمعیت دارد.